# Dominique Seux
Pour les articles homonymes, voir Seux (homonymie).
Dominique Seux, né le 17 juillet 1962 à Paris, est un journaliste économique français. Il est, depuis 2008, chroniqueur puis éditorialiste économique dans Le Sept/Dix, l'émission matinale d'information de France Inter, participant aussi à un débat économique hebdomadaire depuis septembre 2008 et directeur délégué de la rédaction du journal Les Échos depuis 2013.

## Biographie

### Études et débuts
Après des études de droit et d'économie (DEUG), Dominique Seux entre en 1984 à Sciences Po. À la fin de ses études, il passe deux ans à Rabat au Maroc en tant que VSNE (volontaire du service national en entreprise) comme responsable du bureau local de la Société française d'ingénierie, où il est en contact avec la sphère publique marocaine et avec les entreprises.
En 1989, il entre au Bulletin quotidien, puis rejoint Le Nouvel Économiste en 1990. Il arrive à la rédaction des Échos en 1993 où il est successivement responsable du suivi des questions de finances publiques, d'emploi, du service France puis de la rédaction en chef France-international.

### Depuis 2008
Entre 2005 et 2008, Dominique Seux anime une chronique économique hebdomadaire (le samedi matin) puis quotidienne (en semaine) sur Europe 1.
Entre 2008 et 2014, Dominique Seux tient une chronique économique diffusée à 7 h 20 dans Le 7/9, l'émission d'information matinale de France Inter animée par Patrick Cohen. Il y présente son analyse économique de l'actualité. Depuis 2018, il présente l'édito éco à 7 h 45 sur la même antenne dans la matinale de Léa Salamé et Nicolas Demorand.
Entre septembre 2011 et août 2016, et depuis septembre 2020, il participe au débat économique, tous les vendredis à 7 h 50 dans cette même matinale. Il confrontait son point de vue à celui de Bernard Maris, puis, entre septembre 2015 et août 2016, à celui de Benjamin Coriat. 
En septembre 2020, le débat économique est de retour, toujours le vendredi, à partir de 7 h 45. Dominique Seux fait face à Thomas Piketty, puis Thomas Porcher depuis août 2023.
Dominique Seux est directeur délégué de la rédaction du média économique Les Échos depuis 2013. Il est également chroniqueur régulier à Ouest-France.

### Télévision
Dominique Seux a participé au Duel éco dans Le Grand Soir 3, sur France 3, avec Thierry Pech, le directeur général de Terra Nova. Il a contribué à l'émission Entre les lignes, sur LCP, et il est intervenu ponctuellement à l'émission 28' sur Arte, animée par Élisabeth Quin. Depuis septembre 2018, il intervient chaque semaine dans l'émission 24 heures Pujadas sur LCI et régulièrement à C dans l'air sur France 5, émission présentée par Caroline Roux.

### Critiques
Dans un article pour Alternatives économiques en 2018, l'éditorialiste Christian Chavagneux dresse un bilan des 230 chroniques de Dominique Seux publiées dans son Petit manuel d'économie quotidienne. Il en ressort que : 
- 45 % du total portent sur « l'entreprise comme personne morale, ses dirigeants ou ses actionnaires » sans mention des salariés ;
- 21 % des chroniques reviennent « à dénoncer le poids trop important des dépenses publiques et des impôts », sans expliquer « pourquoi la dépense publique ne crée pas de richesse, pourquoi les impôts sont si mauvais, etc. » ;
- peu de chroniques évoquent l'Afrique (il l'a fait en 2018[11] puis en 2020[12]) ;
- seules 2 % des chroniques évoquent « les problèmes d'évitement fiscal des riches et des entreprises » ;
- seules 2 % évoquent les inégalités sociales.

Dominique Seux a répondu à ces critiques sur le site d'Alternatives économiques.
Le journaliste Daniel Schneidermann lui reproche en 2019 de défendre la réforme des retraites prévue par le gouvernement d'Emmanuel Macron « sans jamais expliquer aux auditeurs ce que cachait la retraite à points » et de ne pas tenir compte dans ses chroniques de l'espérance de vie en bonne santé.
Selon l’hebdomadaire Marianne, Dominique Seux prendrait constamment pour cible les fonctionnaires tout en faisant l'éloge du secteur privé, accusant les premiers de défendre des privilèges : « En revanche, ce mot ne lui viendrait jamais à la bouche s'agissant des rentiers, des spéculateurs ou des PDG ayant des salaires de nabab, ces héros du quotidien auxquels il ne touche jamais »

## Ouvrages
- Dominique Seux & Jean-Marc Vittori, Leçons d'une crise : bilan annuel de l'économie 2008-2009, Paris, Eyrolles, 2010, 201 p.
- Guy Trambly de Laissardière (prêtre [16]), Dominique Seux, Agnès von Kirchbach [et al.], Indifférence religieuse dans notre société : Conférences de Carême à Notre-Dame de Pentecôte à La Défense, Paris, Lethielleux & Les Plans-sur-Bex, Parole et Silence, 2011, 100 p.  (ISBN 978-2-249-62075-1)
- Michel Sapin, Wolfgang Schäuble, Jamais sans l'Europe ! : entretiens croisés de deux Européens convaincus, préfaces de François Hollande et Angela Merkel, Paris, Débats Publics, 2016, 239 p. [propos recueillis par Dominique Seux et Ulrich Wickert. Publié également en allemand]
- Dominique Seux, La France va s'en sortir, Paris, Grasset, 2017, 246 p.
- Petit manuel d'économie quotidienne, Paris, Grasset/France Inter, 2018, 492 p.
- Préface de l'édition française de Factfulness: Ten Reasons We're Wrong About the World – and Why Things Are Better Than You Think (en), livre de Hans Rosling, Flammarion, 2019